# Saint-Sulpice-sur-Lèze
Pour les articles homonymes, voir Saint-Sulpice.
Saint-Sulpice-sur-Lèze, anciennement appelée Saint-Sulpice et en occitan Sent Somplesi est une commune française située dans le centre du département de la Haute-Garonne, en région Occitanie.
Sur le plan historique et culturel, la commune est dans le Volvestre, constitué des vallées de l'Arize et du Volp, proche de la vallée de la Garonne, situé au sud de Toulouse et en partie nord du Couserans. Exposée à un climat océanique altéré, elle est drainée par la Lèze, la Criquonne et par divers autres petits cours d'eau.
Saint-Sulpice-sur-Lèze est une commune rurale qui compte 2 288 habitants en 2022, après avoir connu une forte hausse de la population depuis 1962. Elle est dans l'unité urbaine de Saint-Sulpice-sur-Lèze et fait partie de l'aire d'attraction de Toulouse. Ses habitants sont appelés les Saint-Sulpiciens ou  Saint-Sulpiciennes.
Le patrimoine architectural de la commune comprend quatre  immeubles protégés au titre des monuments historiques : l'hôtel de ville, inscrit en 1950, une croix, inscrite en 1950, une maison, inscrite en 1950, et l'église Saint-Sulpice, classée en 1974.

## Géographie

### Localisation
La commune de Saint-Sulpice-sur-Lèze se trouve dans le département de la Haute-Garonne, en région Occitanie.
Elle se situe à 32 km à vol d'oiseau de Toulouse, préfecture du département, à 15 km de Muret, sous-préfecture, et à 13 km d'Auterive, bureau centralisateur du canton d'Auterive dont dépend la commune depuis 2015 pour les élections départementales.
La commune fait en outre partie du bassin de vie de Lézat-sur-Lèze.
Les communes les plus proches sont : 
Montgazin (2,6 km), Montaut (3,9 km), Noé (4,8 km), Capens (5,1 km), Auribail (5,5 km), Mauzac (5,7 km), Lézat-sur-Lèze (6,2 km), Lacaugne (6,2 km).
Sur le plan historique et culturel, Saint-Sulpice-sur-Lèze fait partie du Volvestre, constitué des vallées de l'Arize et du Volp, proche de la vallée de la Garonne, situé au sud de Toulouse et en partie nord du Couserans.

#### Communes limitrophes
Saint-Sulpice-sur-Lèze est limitrophe de six autres communes dont une dans le département de l'Ariège.
Les communes limitrophes sont Lézat-sur-Lèze, Auribail, Esperce, Lagrâce-Dieu, Montaut et Montgazin.
| Montaut   |                         | Auribail     |
|           | Saint-Sulpice-sur-Lèze  | Lagrâce-Dieu |
| Montgazin | Lézat-sur-Lèze (Ariège) | Esperce      |

### Géologie et relief
La superficie de la commune de Saint-Sulpice-sur-Lèze est de 1 391 hectares ; son altitude varie de 190  à   321 mètres.

### Hydrographie
La commune est dans le bassin de la Garonne, au sein du bassin hydrographique Adour-Garonne. Elle est drainée par la Lèze, la Criquonne, le ruisseau de barrique, le ruisseau de Cantemouche, le ruisseau de Carrière, le ruisseau de Chioulet, le ruisseau de Jourdane, le ruisseau de la Camélive, le ruisseau de Lonboy, le ruisseau de Mendiac, le ruisseau de Merla, le ruisseau de Rau, le ruisseau de Rigade, le ruisseau de Sabatouse, et par deux petits cours d'eau, constituant un réseau hydrographique de 24 km de longueur totale,.
La Lèze, d'une longueur totale de 70,2 km, prend sa source dans la commune de La Bastide-de-Sérou (09) et s'écoule vers le nord. Elle traverse la commune et se jette dans l'Ariège à Labarthe-sur-Lèze, après avoir traversé 20 communes.

### Climat
Pour des articles plus généraux, voir Climat de l'Occitanie et Climat de la Haute-Garonne.
En 2010, le climat de la commune est de type climat du Bassin du Sud-Ouest, selon une étude s'appuyant sur une série de données couvrant la période 1971-2000. En 2020, Météo-France publie une typologie des climats de la France métropolitaine dans laquelle la commune est exposée à un climat océanique altéré et est dans la région climatique Aquitaine, Gascogne, caractérisée par une pluviométrie abondante au printemps, modérée en automne, un faible ensoleillement au printemps, un été chaud (19,5 °C), des vents faibles, des brouillards fréquents en automne et en hiver et des orages fréquents en été (15 à 20 jours).
Pour la période 1971-2000, la température annuelle moyenne est de 13,1 °C, avec une amplitude thermique annuelle de 15,8 °C. Le cumul annuel moyen de précipitations est de 742 mm, avec 9,5 jours de précipitations en janvier et 5,4 jours en juillet. Pour la période 1991-2020, la température moyenne annuelle observée sur la station météorologique la plus proche, située sur la commune de Lherm à 14 km à vol d'oiseau, est de 13,6 °C et le cumul annuel moyen de précipitations est de 620,4 mm,. Pour l'avenir, les paramètres climatiques de la commune estimés pour 2050 selon différents scénarios d'émission de gaz à effet de serre sont consultables sur un site dédié publié par Météo-France en novembre 2022.

### Milieux naturels et biodiversité
Aucun espace naturel présentant un intérêt patrimonial n'est recensé sur la commune dans l'inventaire national du patrimoine naturel,,.

## Urbanisme

### Typologie
Au 1er janvier 2024, Saint-Sulpice-sur-Lèze est catégorisée bourg rural, selon la nouvelle grille communale de densité à sept niveaux définie par l'Insee en 2022.
Elle appartient à l'unité urbaine de Saint-Sulpice-sur-Lèze, une unité urbaine monocommunale constituant une ville isolée,. Par ailleurs la commune fait partie de l'aire d'attraction de Toulouse, dont elle est une commune de la couronne,. Cette aire, qui regroupe 527 communes, est catégorisée dans les aires de 700 000 habitants ou plus (hors Paris),.

### Occupation des sols
L'occupation des sols de la commune, telle qu'elle ressort de la base de données européenne d’occupation biophysique des sols Corine Land Cover (CLC), est marquée par l'importance des territoires agricoles (90,2 % en 2018), en diminution par rapport à 1990 (93,6 %). La répartition détaillée en 2018 est la suivante : 
terres arables (67,9 %), zones agricoles hétérogènes (12,2 %), prairies (10,1 %), zones urbanisées (9,8 %). L'évolution de l’occupation des sols de la commune et de ses infrastructures peut être observée sur les différentes représentations cartographiques du territoire : la carte de Cassini (XVIIIe siècle), la carte d'état-major (1820-1866) et les cartes ou photos aériennes de l'IGN pour la période actuelle (1950 à aujourd'hui).

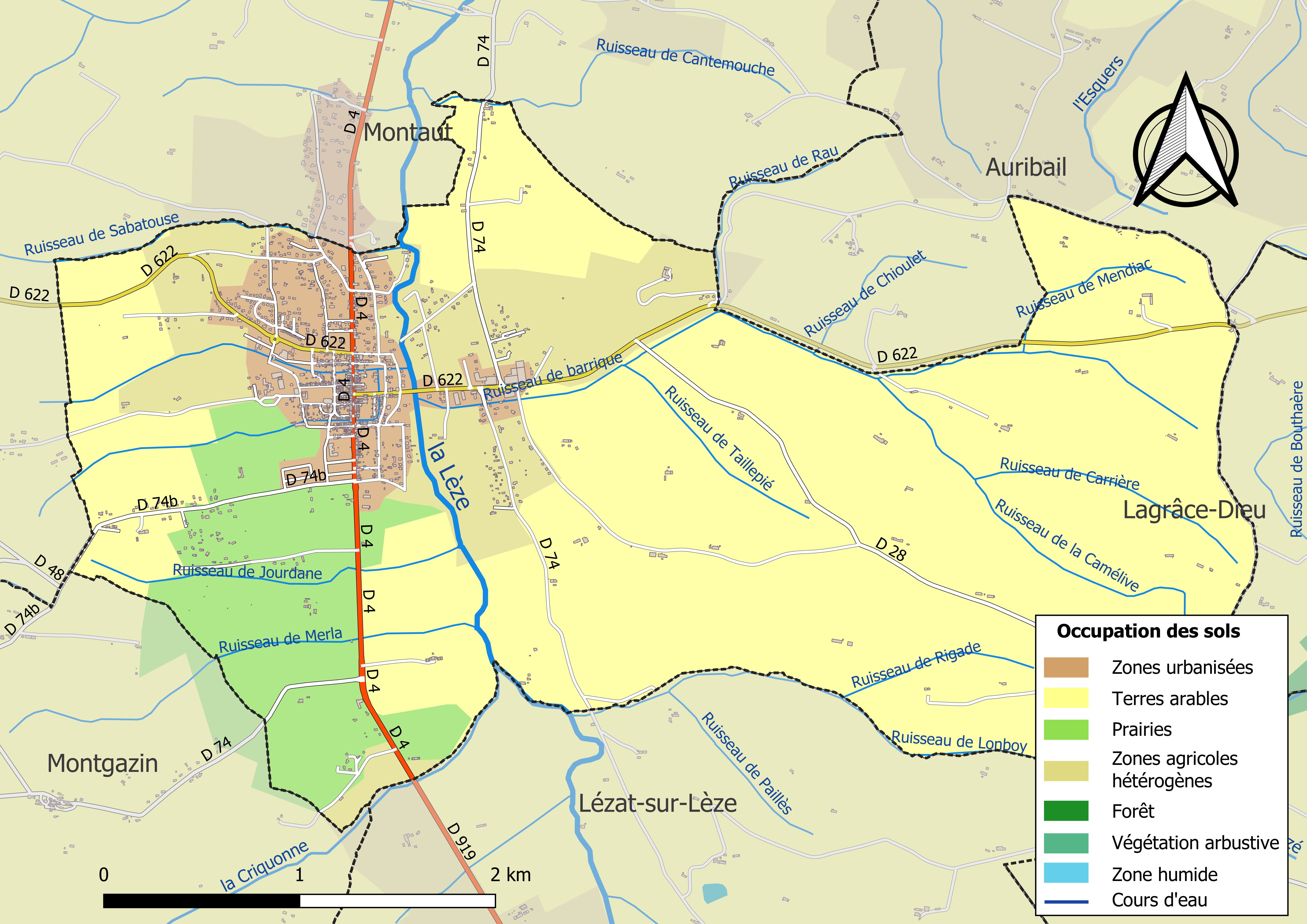
Carte des infrastructures et de l'occupation des sols de la commune en 2018 (CLC).

### Morphologie urbaine
La commune comprend un habitat regroupé autour de l'église et de la mairie.

### Logement
L'urbanisation croissante s'explique par la périurbanisation due à la proximité de Toulouse, Saint-Sulpice-sur-Lèze faisant partie de son aire urbaine.

### Risques naturels et technologiques
Saint-Sulpice-sur-Lèze est située sur une zone à risque d'inondation, crue, coulée de boue.

### Voies de communication et transports

#### Voies de communication
Accès par l'autoroute A64, sortie  28 puis prendre la D 622 ou par la D 4 entre Labarthe-sur-Lèze et Lézat-sur-Lèze.

#### Transports
La ligne 358 du réseau liO Arc-en-Ciel relie la commune à la gare routière de Toulouse depuis Saint-Ybars, et une ligne régulière de transport TER Occitanie relie la commune à la gare de Longages - Noé.

## Toponymie
Durant la Révolution, la commune porte le nom de Libre-Lèze.
Ses habitants sont appelés les Saint-Sulpiciens.

## Histoire

### Les Hospitaliers
Saint-Sulpice est une ancienne bastide du XIIIe siècle qui doit son origine à Alphonse de Poitiers frère de Saint Louis et sa prospérité à la commanderie de l'ordre de Saint-Jean de Jérusalem fondée au XIVe siècle.

### LeXXesiècle
De 1905 à 1938, la commune a bénéficié d'une gare de la ligne de Toulouse-Roguet à Sabarat à voie métrique exploitée par la compagnie des chemins de fer du Sud-Ouest.

## Politique et administration

### Rattachements administratifs et électoraux
Saint-Sulpice-sur-Lèze appartient à l'arrondissement de Muret et au canton d'Auterive depuis le redécoupage cantonal de 2014. Avant cette date, elle était intégrée au canton de Carbonne.
Pour l’élection des députés, la commune fait partie de la septième circonscription de la Haute-Garonne, représentée depuis 2017 par Élisabeth Toutut-Picard (LREM).

### Intercommunalité
Depuis le 23 décembre 1996, date de sa création, Saint-Sulpice-sur-Lèze fait partie de la communauté de communes du Volvestre.

### Administration municipale
Le nombre d'habitants au recensement de 2011 étant compris entre 1 500 habitants et 2 499 habitants, le nombre de membres du conseil municipal pour l'élection de 2014 est de dix-neuf,.

### Liste des maires
| Période                                  | Période   | Identité         | Étiquette | Qualité |
| ---------------------------------------- | --------- | ---------------- | --------- | --- |
| Les données manquantes sont à compléter. |           |                  |           | |
| 1945                                     | 1947      | Élie Lacombe     |           | |
| 1947                                     | 1971      | Étienne Fonfrède |           | |
| 1971                                     | 1985      | André Maurette   |           | |
| 1985                                     | mars 2001 | Jacques Agrain   | PCF       | Cheminot, maire honoraire Adjoint au maire (1977 → 1985) Vice-président du conseil régional de Midi-Pyrénées (1979 → 1986) Chevalier de la Légion d'honneur (2017) |
| mars 2001                                | mai 2020  | Colette Suzanne  | DVG-PS    | Médecin 7e vice-présidente de la CC du Volvestre (2017 → 2020) |
| mai 2020                                 | En cours  | Sylvette Condis  | DVG       | Retraitée Conseillère communautaire de la CC du Volvestre (2020 → )                                                                                                |

### Tendances politiques et résultats
- Élection municipale de 2010

## Population et société

### Démographie
L'évolution du nombre d'habitants est connue à travers les recensements de la population effectués dans la commune depuis 1793. Pour les communes de moins de 10 000 habitants, une enquête de recensement portant sur toute la population est réalisée tous les cinq ans, les populations de référence des années intermédiaires étant quant à elles estimées par interpolation ou extrapolation. Pour la commune, le premier recensement exhaustif entrant dans le cadre du nouveau dispositif a été réalisé en 2005.

En 2022, la commune comptait 2 288 habitants, en évolution de −3,21 % par rapport à 2016 (Haute-Garonne : +8,02 %, France hors Mayotte : +2,11 %).
| 1793 | 1800  | 1806 | 1821  | 1831  | 1836  | 1841  | 1846  | 1851  |
| ---- | ----- | ---- | ----- | ----- | ----- | ----- | ----- | ----- |
| 914  | 1 500 | 983  | 1 196 | 1 195 | 1 272 | 1 306 | 1 403 | 1 450 |

| 1856  | 1861  | 1866  | 1872  | 1876  | 1881  | 1886  | 1891  | 1896  |
| ----- | ----- | ----- | ----- | ----- | ----- | ----- | ----- | ----- |
| 1 461 | 1 460 | 1 382 | 1 314 | 1 340 | 1 239 | 1 257 | 1 237 | 1 125 |

| 1901  | 1906  | 1911  | 1921 | 1926 | 1931 | 1936 | 1946 | 1954 |
| ----- | ----- | ----- | ---- | ---- | ---- | ---- | ---- | ---- |
| 1 016 | 1 091 | 1 014 | 902  | 920  | 932  | 862  | 809  | 889  |

| 1962 | 1968  | 1975  | 1982  | 1990  | 1999  | 2005  | 2006  | 2010  |
| ---- | ----- | ----- | ----- | ----- | ----- | ----- | ----- | ----- |
| 883  | 1 010 | 1 192 | 1 264 | 1 423 | 1 639 | 1 771 | 1 785 | 1 845 |

| 2015  | 2020  | 2022  | - | - | - | - | - | - |
| ----- | ----- | ----- | - | - | - | - | - | - |
| 2 342 | 2 293 | 2 288 | - | - | - | - | - | - |

| selon la population municipale des années : | 1968 | 1975 | 1982 | 1990 | 1999 | 2006 | 2009 | 2013 |
| Rang de la commune dans le département      | 71   | 83   | 83   | 93   | 94   | 104  | 106  | 101  |
| Nombre de communes du département           | 592  | 582  | 586  | 588  | 588  | 588  | 589  | 589  |

### Santé
La commune possède une Maison de retraite (la deuxième a fermé ses portes dans les années 2010), des infirmiers, des médecins généralistes, des kinésithérapeutes, des ostéopathes, un psychiatre, une Sage-femme, un orthophoniste, une pédicure-podologue, des dentistes, 3 structures d'aides à la personne et une pharmacie. Une maison de santé devait compléter l'offre de soins dans un proche avenir.

### Enseignement
Saint-Sulpice-sur-Lèze fait partie de l'académie de Toulouse.
La commune possède une école maternelle et une école élémentaire, le collège se situe sur la commune voisine de Lézat-sur-Lèze et les lycées sur les communes de Muret ou Pins-Justaret.

### Sports
Plusieurs sports sont pratiqués en club à Saint-Sulpice dont principalement le rugby à XVqui perdure à un haut niveau national malgré une faible population citadine, tennis, judo, dojo, football en salle, pétanque, vélo trial.

### Culture et festivité
Médiathèque, centre de loisirs,

### Associations
De nombreuses associations y existent.

### Écologie et recyclage
La collecte et le traitement des déchets des ménages et des déchets assimilés ainsi que la protection et la mise en valeur de l'environnement se font dans le cadre de la communauté de communes du Volvestre,.
Il existe une déchèterie sur la commune de Carbonne en limite de la commune de Peyssies.

## Économie

### Revenus
En 2018  (données Insee publiées en septembre 2021), la commune compte 922 ménages fiscaux, regroupant 2 197 personnes. La médiane du revenu disponible par unité de consommation est de 20 840 € (23 140 € dans le département). 45 % des ménages fiscaux sont imposés (55,3 % dans le département).

### Emploi
|                | 2008  | 2013   | 2018  |
| -------------- | ----- | ------ | ----- |
| Commune        | 7,6 % | 12,1 % | 9,3 % |
| Département    | 7,7 % | 9,6 %  | 9,3 % |
| France entière | 8,3 % | 10 %   | 10 %  |

En 2018, la population âgée de 15 à 64 ans s'élève à 1 440 personnes, parmi lesquelles on compte 80,2 % d'actifs (70,9 % ayant un emploi et 9,3 % de chômeurs) et 19,8 % d'inactifs,. En  2018, le taux de chômage communal (au sens du recensement) des 15-64 ans est supérieur à celui du département, mais inférieur à celui de la France, alors qu'il était inférieur à celui du département et de la France en 2008.
La commune fait partie de la couronne de l'aire d'attraction de Toulouse, du fait qu'au moins 15 % des actifs travaillent dans le pôle,. Elle compte 565 emplois en 2018, contre 540 en 2013 et 467 en 2008. Le nombre d'actifs ayant un emploi résidant dans la commune est de 1 034, soit un indicateur de concentration d'emploi de 54,6 % et un taux d'activité parmi les 15 ans ou plus de 61,7 %.
Sur ces 1 034 actifs de 15 ans ou plus ayant un emploi, 240 travaillent dans la commune, soit 23 % des habitants. Pour se rendre au travail, 87,7 % des habitants utilisent un véhicule personnel ou de fonction à quatre roues, 3,1 % les transports en commun, 5,6 % s'y rendent en deux-roues, à vélo ou à pied et 3,7 % n'ont pas besoin de transport (travail au domicile).

### Activités hors agriculture

#### Secteurs d'activités
192 établissements sont implantés  à Saint-Sulpice-sur-Lèze au 31 décembre 2019. Le tableau ci-dessous en détaille le nombre par secteur d'activité et compare les ratios avec ceux du département,.
| Secteur d'activité                                                                                        | Commune | Commune | Département |
| Secteur d'activité                                                                                        | Nombre  | %       | %           |
| --- | ------- | ------- | ----------- |
| Ensemble                                                                                                  | 192     | 100 %   | (100 %)     |
| Industrie manufacturière, industries extractives et autres                                                | 10      | 5,2 %   | (5,7 %)     |
| Construction                                                                                              | 42      | 21,9 %  | (12 %)      |
| Commerce de gros et de détail, transports, hébergement et restauration                                    | 31      | 16,1 %  | (25,9 %)    |
| Information et communication                                                                              | 5       | 2,6 %   | (4,1 %)     |
| Activités financières et d'assurance                                                                      | 4       | 2,1 %   | (3,8 %)     |
| Activités immobilières                                                                                    | 8       | 4,2 %   | (4,2 %)     |
| Activités spécialisées, scientifiques et techniques et activités de services administratifs et de soutien | 32      | 16,7 %  | (19,8 %)    |
| Administration publique, enseignement, santé humaine et action sociale                                    | 49      | 25,5 %  | (16,6 %)    |
| Autres activités de services                                                                              | 11      | 5,7 %   | (7,9 %)     |

Le secteur de l'administration publique, l'enseignement, la santé humaine et l'action sociale est prépondérant sur la commune puisqu'il représente 25,5 % du nombre total d'établissements de la commune (49 sur les 192 entreprises implantées  à Saint-Sulpice-sur-Lèze), contre 16,6 % au niveau départemental.

#### Entreprises et commerces
Les cinq entreprises ayant leur siège social sur le territoire communal qui génèrent le plus de chiffre d'affaires en 2020 sont : 
- Rouzes SA, travaux de menuiserie métallique et serrurerie (16 969 k€)
- Sulpy, supermarchés (6 460 k€)
- Pac, fabrication de structures métalliques et de parties de structures (6 328 k€)
- M2 Solution, travaux de menuiserie bois et PVC (3 793 k€)
- Societe Saint-Sulpicienne De Prestation - 3Sp, travaux de menuiserie métallique et serrurerie (1 576 k€)

L'agriculture basée sur la culture de céréales (maïs, blé, tournesol…) a une place importante mais tend à diminuer en faveur de zones résidentielles liées à la proximité de l'agglomération toulousaine puisque Saint-Sulpice-sur-Lèze se trouve dans son aire urbaine. Depuis quelques années, l'artisanat mais avant tout le commerce de proximité sont en perte de vitesse. Le centre du village voit les commerces de proximité disparaître les uns après les autres au profit d'une moyenne surface implantée en périphérie

### Agriculture
La commune est dans le Volvestre, une petite région agricole localisée dans l'est du département de la Haute-Garonne, constituée de collines de terrefort à fortes pentes autrefois consacrées à l’élevage s’orientent aujourd’hui vers les grandes cultures. En 2020, l'orientation technico-économique de l'agriculture  sur la commune est la culture de céréales et/ou d'oléoprotéagineuses.
|               | 1988  | 2000  | 2010  | 2020 |
| ------------- | ----- | ----- | ----- | ---- |
| Exploitations | 32    | 18    | 15    | 13   |
| SAU (ha)      | 1 160 | 1 091 | 1 242 | 751  |

Le nombre d'exploitations agricoles en activité et ayant leur siège dans la commune est passé de 32 lors du recensement agricole de 1988  à 18 en 2000 puis à 15 en 2010 et enfin à 13 en 2020, soit une baisse de 59 % en 32 ans. Le même mouvement est observé à l'échelle du département qui a perdu pendant cette période 57 % de ses exploitations,. La surface agricole utilisée sur la commune a également diminué, passant de 1 160 ha en 1988 à 751 ha en 2020. Parallèlement la surface agricole utilisée moyenne par exploitation a augmenté, passant de 36 à 58 ha.

## Culture locale et patrimoine

### Lieux et monuments
- Croix de mission en fer du XVIIIe siècle, inscrite au titre des monuments historiques depuis 1950[47].
- L'hôtel de ville, du XVIIe siècle, est inscrit au titre des monuments historiques depuis 1950[48].
- Maison à colombages du XVIIe siècle, inscrite au titre des monuments historiques depuis 1950[49].
- Église Saint-Sulpice des XVe et XVIe siècles, restaurée au XIXe siècle[50], classée au titre des monuments historiques depuis 1974[51], et ses Peintures murales.
- Moulin à vent de Pesquies

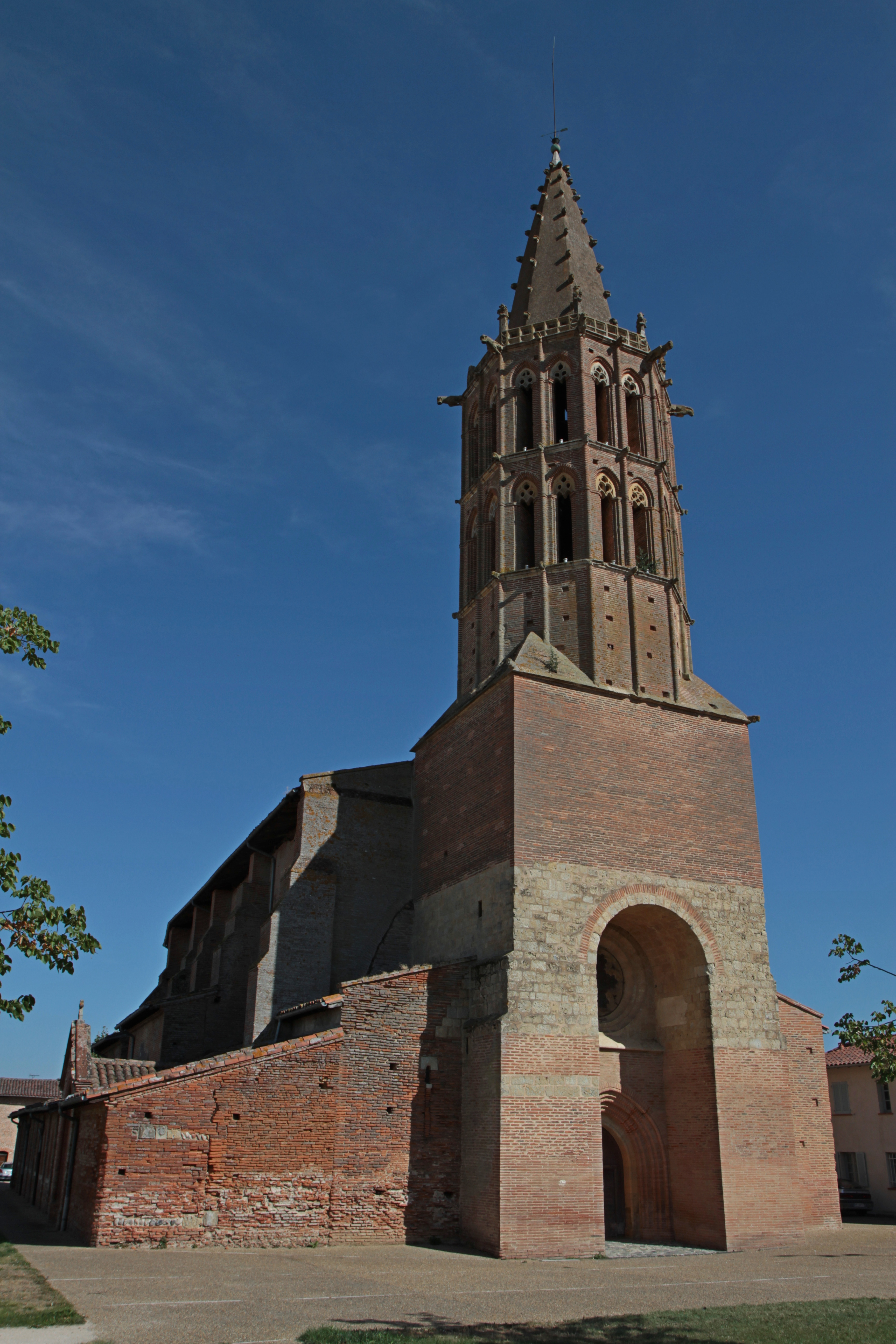
L'église Saint-Sulpice
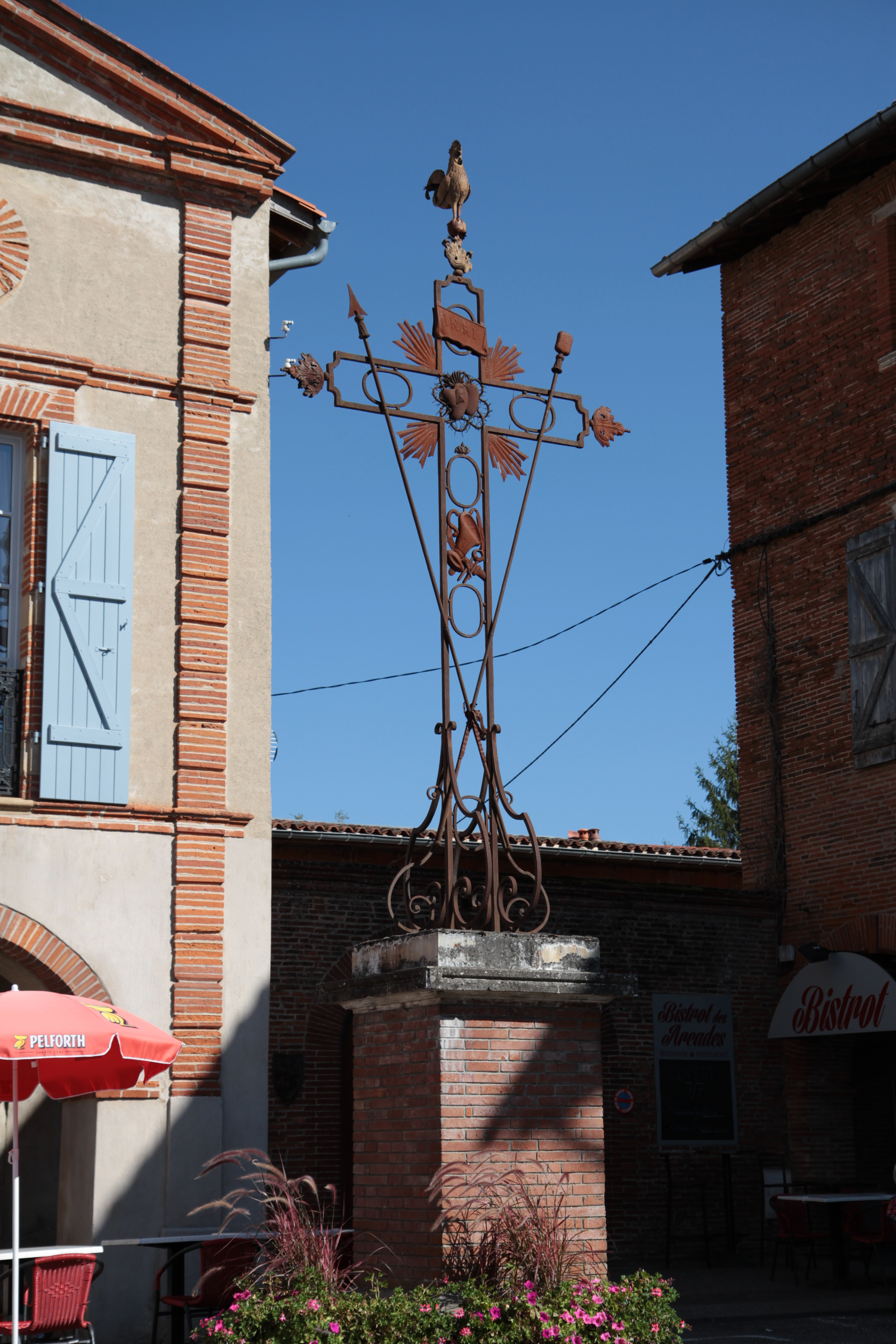
Croix de mission en fer du XVIIIe siècle

### Personnalités liées à la commune
- Gilbert de Séverac (1834-1897), peintre, né dans la commune, père de Déodat de Séverac.
- Louis Hippolyte de Montcalm-Gozon officier général et député né dans la commune
- David Couzinet rugbyman qui a joué de 1985 à 1997 avec l'USSS (Union Sportive Saint-Sulpicienne), et Julien Tourtoulou saison 2013-2014.
- Berthe de Puybusque poétesse et romancière décédé dans la commune.

### Héraldique
| Saint-Sulpice-sur-Lèze | Les armes de Saint-Sulpice-sur-Lèze se blasonnent ainsi : Parti d'azur aux trois fleurs de lys d'or, et de gueules à la croix de Malte d'argent bordée d'or. |

## Pour approfondir